# Toyota LiteAce
Toyota LiteAce var en lille varebil bygget af Toyota mellem 1970 og 2008. Modellen fandtes i flere forskellige karrosserivarianter: Kassevogn, kassevogn med ruder, minibus og pickup. De forskellige udstyrsvarianter muliggjorde forskellig benyttelse, lige fra kassevogn til komfortabel minibus til otte personer. Mellem 1971 og 1982 blev varebilsversionerne også bygget som Daihatsu Delta 750.
LiteAce fandtes med benzin- og dieselmotorer fra 1,3 til 2,2 liter. Det var motorer fra K-serien (benzinmotorer med karburator og stødstænger), Y-serien (benzinmotorer fra 2,0 til 2,2 liter med karburator eller multipoint-indsprøjtning) og C-serien (dieselmotorer med hvirvelkammer og fordelerindsprøjtningspumpe, med eller uden turbolader). Bilerne med Y-serie motorer var teknisk identiske med Toyota TownAce. De fandtes også med firehjulstræk og automatgear. Den manuelle gearkasse fandtes med fire eller fem gear, og koblingen var hydraulisk betjent.
Med modelskiftet i 1996 forsvandt LiteAce fra Toyotas europæiske modelprogram, men solgtes fortsat i andre lande frem til 2008, hvor den blev afløst af Toyota Noah.